# Vojtěch Živný

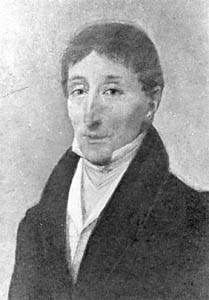
Vojtěch Živný

Vojtěch Živný (polnisch Wojciech Żywny; * 13. Mai 1756 in Mšeno; † 21. Februar 1842 in Warschau) war ein böhmischer Pianist, Violinist, Lehrer und Komponist. Bekanntheit erlangte er dadurch, dass er der erste professionelle Klavierlehrer Frederic Chopins war. 

## Leben
Vojtěch Živný studierte Violine, Klavier, Harmonie und Kontrapunktik bei Jan Křtitel Kuchař in seiner Heimat Böhmen, zu dieser Zeit entstanden seine ersten Kompositionen. 
Möglicherweise hatte er kurzfristige Anstellungen in Stuttgart und Zweibrücken. Um etwa 1790 zog er nach Polen, wo er eine Anstellung am Hof von Prinz Kazimierz Nestor Sapieha fand. 1792 ging der Prinz ins Exil und Živný ging als privater Musiklehrer nach Warschau. 
In der Zeit von 1816 bis 1822 war er in Warschau der erste Klavierlehrer Frédéric Chopins. Dieser begann seinen Klavierunterricht im Alter von sechs Jahren. Er legte die technischen Grundlagen des Klavierspiels, leitete ihn aber auch zu seinen ersten Kompositionen an und bereitete ihn auf seine ersten öffentlichen Auftritte vor. 1822 entließ er Chopin aus seinem Unterricht mit dem Hinweis, dass er ihm nichts mehr beibringen könne. Im Alter von 85 Jahren starb Živný in Warschau. Er ist auf dem Powazki-Friedhof begraben. Auf seinem Grabstein befindet sich der Hinweis Lehrer Chopins.
Weitere Schüler waren Jan Białobłocki, Dominik Dziewanowski und  Tytus Woyciechowski.
Živný komponierte mehrere Klavierwerke, wie Sonaten, Polonaisen, Preludes, die allerdings nicht veröffentlicht wurden und heute als verschollen gelten.

## Einspielungen
- Wojciech Zywny: Polonaise. In: Pearls from Poland : 18th century Polish miniatures. Warsaw Chamber Orchestra. Ltg.: Marek Sewen[3] und in: Klejnoty Polskiej muzyki : polonez ogińskiego i inne. Warsaw Chamber Orchestra. Ltg.: Marek Sewen[4]
- Polonaise C-Dur. In: Early Polish Piano Music. Lidia Kozubek, Klavier. Muza PNCD 631[5]